# ژانین هلند
ژانین هلند (انگلیسی: Janine Helland؛ زادهٔ ۲۴ آوریل ۱۹۷۰) بازیکن فوتبال اهل کانادا است.
وی همچنین در تیم ملی فوتبال زنان کانادا بازی کرده‌است.